# آب‌انبار حیدرآباد
آب‌انبار حیدر آباد مربوط به اواخر دوره قاجار -اوایل دوره پهلوی است و در شهرستان پاکدشت، بخش شریف‌آباد، روستای حیدر آباد واقع شده و این اثر در تاریخ ۱ مهر ۱۳۸۲ با شمارهٔ ثبت ۱۰۳۳۸ به‌عنوان یکی از آثار ملی ایران به ثبت رسیده‌است.